# Kainomatomysis schieckei
Kainomatomysis schieckei är en kräftdjursart som beskrevs av Mihai Bacescu 1973. Kainomatomysis schieckei ingår i släktet Kainomatomysis och familjen Mysidae. Inga underarter finns listade i Catalogue of Life.